# Trevignano (Venetien)
Trevignano (früher Trevignan di Campagna) ist eine nordostitalienische Gemeinde (comune) mit 10.713 Einwohnern (Stand 31. Dezember 2023) in der Provinz Treviso in Venetien. Die Gemeinde liegt etwa 16 Kilometer nordwestlich von Treviso und etwa 25 Kilometer westsüdwestlich von Bassano del Grappa.

## Wirtschaft
In Trevignano befindet sich der Sitz des Sportartikelherstellers Lotto Sport Italia sowie des Textilherstellers Fil Man Made Group.

## Verkehr
In Montebelluna befindet sich der nächste Bahnhof.